# Гаевский, Павел Васильевич
Павел Васильевич Гаевский 15 апреля 1775, Полтавская губерния — 1853 — российский военный и государственный деятель, Феодосийский градоначальник (1821—1822, 1829).

## Биография
П. В. Гаевский родился года в Полтавской губернии. В 1792 году окончил Кадетский корпус в городе Николаеве. В конце XVIII века в период кампании по взятию островов Корфу и Видо в чине мичмана Гаевский справляет должность адъютанта капитана 1 ранга Д. Н. Сенявина в эскадре вице-адмирала Ф. Ф. Ушакова. Выписка № 254 вахтенного журнала корабля «Св. Павел» повествует: «В 4 часа приехал к нам на корабль из отряда к командующему эскадрой с корабля „Петр“ от господина капитана 1 ранга и кавалера Сенявина с делами флота мичман Гаевский…».
Во время Отечественной войны 1812 года состоит в должности директора канцелярии главнокомандующего 2-й Западной армии князя П. И. Багратиона. Он находился неотлучно при князе вплоть до его ранения в сражении при Бородине.
В 1815—1820 годах руководил третьим отделением Департамента имущества Министерства финансов Российской Империи и по долгу службы отвечал за функции управления российскими губерниями.1 мая 1820 года Гаевский, предположительно, по протекции генерала Н. Н. Раевского получает назначение директором таможни в Киеве, а в 1821 году он направляется в Феодосию на должность директора складочной таможни в чине колежского. Впоследствии в 1821—1822 и 1829 годах исполнял должность градоначальника Феодосии. Более 30 лет, с 1822-го и до своей смерти в 1853 году, Гаевский состоял в должности управляющего феодосийской складочной таможни. Был лично посещён в Феодосии в марте 1845 года графом М. С. Воронцовым, когда граф со своей свитой на пароходофрегате «Бессарабия» направлялся на Кавказ принимать должность Кавказского наместника. Награждён орденами Святого Владимира 3-й степени, Святой Анны 2-й степени и Святого Станислава 3-й степени.
Вплоть до 1827 года, когда в Феодосию приехал вступать в должность А. И. Казначеев, Гаевский играл одну из главных ролей в развитии городского управления Феодосии. Казначеев продолжил дело Гаевского, совершенствовал городское самоуправление, улучшал торговлю и взаимоотношения с иностранными представителями, перераспределил земельные угодья, развивал виноделие в восточной части Крыма. Казначеев, отмечал в своем письме графу М. С. Воронцову от 5 мая 1828 года: «Гаевский по-прежнему умен и с околичностями откровенен! Однако же и ему наконец надобно отдать справедливость: он постигает ваши благия намерения в отношении торговли и направляет, сколько может, действия свои сообразно оным. Я уверен, что он так же будет хорош при мне, как и при Андрее Васильевиче».
Гаевские были знакомы с А. С. Пушкиным. Их первая встреча могла состояться в Киеве в доме у генерала Н. Н. Раевского в середине мая 1820 года, когда Пушкин посетил город. В своей книге Ю. М. Лотман отмечает: «В середине мая Пушкин проехал через Киев. Здесь он встретился с рядом петербургских знакомых, в частности с семьей известного генерала, героя 1812 года Николая Николаевича Раевского». Документально подтверждена встреча Пушкина с женой Гаевского Еленой Дмитриевной. Генерал Раевский вместе с Пушкиным, направлявшийся на Кавказские Минеральные Воды, в письме дочери Екатерине писал: «На первой почте за Мариуполем встретили мы жену Гаевского, которая дожидалась меня трое суток и отправилась к мужу; ей не дали лошадей, для меня приготовленных. Она зато приготовила нам завтрак; мы поели, я написал с нею вам письма, и поехали».
Принимал у себя в доме сына местного купца, талантливого юношу Ивана Айвазовского (в то время тот назывался Гайвазовским), который написал его акварельный портрет.
Был женат на Елене Дмитриевне Гаевской. Скончался в 1853 году.

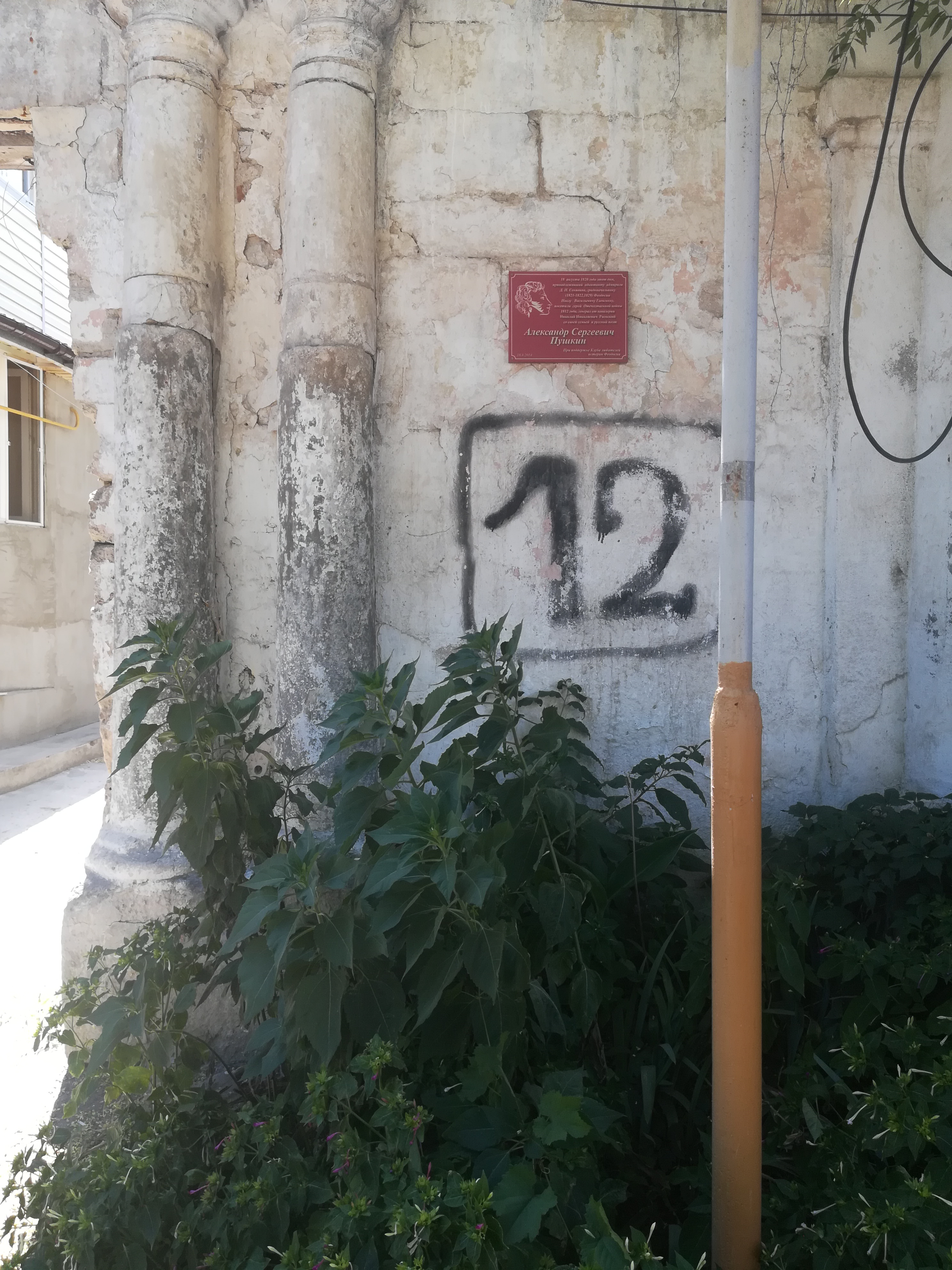
Мемориальная доска на доме Гаевского в Феодосии

В Феодосии сохранился дом Гаевского на ул. 8 марта (бывшая ул. Гаевская).